# Фільмографія Пак По Йон
Пак По Йон (кор.: хангиль: 박보영, нар. 12 лютого 1990) — південнокорейська акторка.

## Фільми
| Рік  | Назва                            | Роль                      | Замітки                | Прим.  |
| ---- | -------------------------------- | ------------------------- | ---------------------- | ------ |
| 2005 | «Рівні»                          | Кім Та Мі                 | Короткометражний фільм | [ 1 ]  |
| 2008 | «Вчитель англ. мови нашої школи» | Хан Сон І                 |                        | [ 2 ]  |
| 2008 | «Пара із екстрасенсорикою»       | Хьон Джин                 |                        | [ 3 ]  |
| 2008 | «Творці скандалів»               | Хван Чон Нам / Хван Че Ін |                        | [ 4 ]  |
| 2009 | «Якби ви були мною 4»            | Кім Хі Су                 | Сегмент: «Естафета»    | [ 5 ]  |
| 2011 | «Ріо»                            | Перлинка (голос)          | Корейський дубляж      | [ 6 ]  |
| 2012 | «Не натискай»                    | Се Хі                     |                        | [ 7 ]  |
| 2012 | «Хлопчик-перевертень»            | Кім Сон І / Ин Джу        |                        | [ 8 ]  |
| 2013 | «Снігова Королева»               | Ґерда (голос)             | Корейський дубляж      | [ 9 ]  |
| 2014 | «Гаряча молода кров»             | Пак Йон Сук               |                        | [ 10 ] |
| 2015 | «Зниклі дівчата»                 | Чха Чу Ран / Шідзуко      |                        | [ 11 ] |
| 2015 | «Колективний винахід»            | Чу Джін                   |                        | [ 12 ] |
| 2015 | «Ти це називаєш пристрастю»      | То Ра Хі                  |                        | [ 13 ] |
| 2018 | «У день твого весілля»           | Хван Син Хі               |                        | [ 14 ] |
| 2023 | «Бетонна утопія»                 | Мьон Хва                  |                        | [ 15 ] |

## Телесеріали
| Рік  | Назва                      | Роль                 | Замітки | Канал | Прим.  |
| ---- | -------------------------- | -------------------- | ------- | ----- | ------ |
| 2006 | «Таємний кампус»           | Чха А Ран            |         | EBS   | [ 16 ] |
| 2007 | «Відьма Ю Хі»              | молода Ма Ю Хі       | Камео   | SBS   | [ 17 ] |
| 2007 | «Вперед скумбрія, вперед»  | Сім Чхон А           |         | SBS   | [ 18 ] |
| 2007 | «Король і я»               | молода Юн Со Хва     | Камео   | SBS   | [ 19 ] |
| 2008 | «Риба джунглів»            | Лі Ин Су             |         | KBS2  | [ 20 ] |
| 2008 | «Найсильніший Чхіль У»     | Чхве У Йон           | Камео   | KBS2  | [ 21 ] |
| 2008 | «Коханець Зірки»           | молода Лі Ма Рі      | Камео   | SBS   | [ 22 ] |
| 2015 | «О, мій привид»            | На Пон Сон           |         | tvN   | [ 23 ] |
| 2017 | «Сильна жінка То Бон Сун»  | То Бон Сун           |         | JTBC  | [ 24 ] |
| 2019 | «Безодня»                  | Ко Се Йон / Лі Мі До |         | tvN   | [ 25 ] |
| 2021 | «Згуба до ваших послуг»    | Тхак Тон Ґьон        |         | tvN   | [ 26 ] |
| 2023 | «Сильна жінка Кан Нам Сун» | То Бон Сун           | Камео   | JTBC  | [ 27 ] |

## Вебсеріали
| Рік  | Назва                | Роль      | Платформа | Прим.  |
| ---- | -------------------- | --------- | --------- | ------ |
| 2023 | «Щоденна доза сонця» | Чон Та Ин | Netflix   | [ 28 ] |

## Реаліті-шоу/розважальні шоу
| Рік  | Назва                             | Замітки                                            | Канал   | Прим.         |
| ---- | --------------------------------- | -------------------------------------------------- | ------- | ------------- |
| 2011 | «Мрія KOICA: Перу»                | Волонтерка (спеціальний проєкт)                    | MBC     | [ 29 ]        |
| 2012 | «Мрія KOICA: Сальвадор»           | Волонтерка (спеціальний проєкт)                    | MBC     | [ 30 ]        |
| 2012 | «Щотижневі розваги»               | Розділ «Партизанське побачення»                    | KBS     | [ 31 ]        |
| 2013 | «Розділ ТБ»                       | Розділ «Висхідна зірка»                            | MBC     | [ 32 ]        |
| 2013 | «Закон джунглів у Новій Зеландії» | Учасниця акторського складу                        | SBS     | [ 33 ]        |
| 2013 | «Зробіть красивим: Себе»          | «Яскравий персиковий макіяж» (в ефірі був тиждень) | OnStyle | [ 34 ]        |
| 2013 | «Мрія KOICA: Індонезія»           | Волонтерка (спеціальний проєкт)                    | MBC     | [ 35 ] [ 36 ] |
| 2015 | «Розділ ТБ»                       | Розділ «Star-ting»                                 | MBC     | [ 37 ]        |
| 2015 | «Щотижневі розваги»               | Розділ «Партизанське побачення»                    | KBS     | [ 38 ]        |
| 2016 | «Ми — діти»                       | Наставниця                                         | Mnet    | [ 39 ] [ 40 ] |
| 2018 | «Актор і балаканина»              | Популярна акторка                                  | V Live  | [ 41 ]        |

## Радіопрограми
| Рік  | Назва                           | Замітки            | Мережа       | Прим. |
| ---- | ------------------------------- | ------------------ | ------------ | ----- |
| 2018 | «Шоу Cultwo»                    | Запрошений ді-джей | SBS Power FM | [ a ] |
| 2019 | «Гра в кохання від Пак Со Хьон» | Спеціальний діджей | SBS Power FM | [ b ] |

## Документальні фільми
| Рік  | Назва                                                                              | Замітки    | Мережа | Прим.  |
| ---- | ---------------------------------------------------------------------------------- | ---------- | ------ | ------ |
| 2006 | «Історія про травень, що провели разом із вчителем» (선생님과 함께하는 5월 이야기) | Співведуча | Н/Д    | [ 46 ] |
| 2013 | «Школа без насильства: Тепер ваша черга говорити»                                  |            | KBS    | [ 47 ] |

## Як ведуча
| Рік  | Назва                          | Замітки                           | Канал | Прим.  |
| ---- | ------------------------------ | --------------------------------- | ----- | ------ |
| 2012 | «Аріран, наша велика спадщина» | Ведуча                            | MBC   | [ 48 ] |
| 2016 | «KCON 2016 New York»           | Спеціальна ведуча (з Ім Сі Ваном) | Mnet  | [ 49 ] |

## Як оповідачка
| Рік  | Назва                                             | Замітки              | Канал     | Прим.         |
| ---- | ------------------------------------------------- | -------------------- | --------- | ------------- |
| 2011 | «Мрія KOICA: Перу»                                | Серія 2              | MBC       | [ 50 ]        |
| 2012 | «Документалка про людину: Кохання»                |                      | MBC       | [ 51 ]        |
| 2013 | «Школа без насильства: Тепер ваша черга говорити» | Документальний фільм | KBS       | [ 47 ]        |
| 2013 | «Недільний кінотеатр»                             |                      | Канал CGV | [ 52 ]        |
| 2013 | «Мрія KOICA: Індонезія»                           |                      | MBC       | [ 35 ] [ 36 ] |

## Поява в музичних відео
| Рік  | Назва пісні                                       | Виконавець                  | Прим.   |
| ---- | ------------------------------------------------- | --------------------------- | ------- |
| 2007 | «Couldn't Help It» (오죽했으면)                   | Ку Чон Хьон                 | YouTube |
| 2007 | «Still Pretty Today» (오늘도 이쁜걸)              | Fly to the Sky              | YouTube |
| 2008 | «가슴아 제발»                                     | Юрі                         | YouTube |
| 2008 | «Between Love and Friendship» (사랑과 우정사이)   | Пак Хє Ґьон                 | YouTube |
| 2011 | «Only I Didn't Know» (나만 몰랐던 이야기)         | IU                          | YouTube |
| 2011 | «Fiction»                                         | Beast                       | YouTube |
| 2013 | «That's My Fault» (슬픈 약속) (Драматична версія) | Speed разом із Кан Мін Ґьон | YouTube |
| 2013 | «It's Over» (Драматична версія)                   | Speed                       | YouTube |
| 2013 | «It's Over» (Танцювальний версія)                 | Speed разом із Пак По Йон   | YouTube |

## Реклама
| Рік     | Компанія                                      | Бренд/бізнес                | Замітки                              | Прим.                 |
| ------- | --------------------------------------------- | --------------------------- | ------------------------------------ | --------------------- |
| 2006    | Корейська гідро та атомна електростанція      | Н/Д                         | Публічна реклама                     | [ 57 ]                |
| 2006    | Lotte Confectionery                           | Xylitol                     | Жувальна гумка                       | [ 58 ]                |
| 2006    | SK Chemicals                                  | 트라스트                    | Медицина                             | [ 59 ]                |
| 2006    | Lee Hyun Apparel                              | Blue Tail                   | Одяг                                 | [ 60 ]                |
| 2006    | Ottogi                                        | Ottogi Cooked Rice          | Їжа в реторт-пакеті                  | [ 61 ]                |
| 2006    | Ottogi                                        | Jin Ramen Cup               | Локшина швидкого приготування        |                       |
| 2006    | Woori Financial Group                         | Woori Bank                  |                                      | [ 62 ]                |
| 2007    | Coway                                         | Looloo                      | Біде                                 | [ 63 ]                |
| 2007    | Hanshin Engineering & Construction Group      | 7 Valley (세븐밸리)         | Аутлет                               | [ 64 ]                |
| 2007    | SK Telecom                                    | Ting                        | Мобільний зв'язок                    | [ 65 ]                |
| 2007    | 예신퍼슨스                                    | Marui                       | Одяг                                 | [ 66 ]                |
| 2008    | Johnson & Johnson                             | Clean & Clear               | Косметика                            | [ 67 ]                |
| 2009    | Nongshim                                      | Ansungtangmyun              | Локшина швидкого приготування        | [ 68 ]                |
| 2009    | Міністерство економіки та фінансів            | Корейська комісія лотереї   | Публічна реклама                     | [ 69 ]                |
| 2009    | Binggrae                                      | Cledor                      | Морозиво                             | [ 70 ]                |
| 2009    | Nonghyup Moguchon                             | 또래오래                    | Курятина                             | [ 71 ]                |
| 2009    | Samsung                                       | Hahaha Campaign             | Корпоративні зв'язки з громадськістю | [ 72 ] [ 73 ]         |
| 2009    | MPK Group                                     | Mr. Pizza                   |                                      | [ 74 ]                |
| 2009–10 | Lotte Hi-Mart                                 | Н/Д                         |                                      | [ 75 ] [ 76 ]         |
| 2011    | ESTsoft                                       | Zum                         | Вебпортал                            | [ 77 ]                |
| 2013    | Nintendo of Korea                             | «Animal Crossing: New Leaf» | Консольна гра                        | [ 78 ]                |
| 2013    | Starluxe                                      | LeSportsac                  | Сумка                                | [ 79 ] [ 80 ]         |
| 2013    | Estée Lauder Companies                        | Clinique                    | Косметика                            | [ 81 ] [ 82 ]         |
| 2013    | Корейська група асоціації вирощувачів паприки | Паприка                     | Овочі                                | [ 83 ]                |
| 2013–16 | Nexon Korea Corporation                       | «Sudden Attack»             | Онлайн гра                           |                       |
| 2015    | YD Online                                     | The God of High School      | Мобільна гра                         | [ 84 ]                |
| 2015    | LG Uplus                                      | IoT@home                    | Інтернет послуги                     | [ 85 ]                |
| 2015    | Dongsuh Foods                                 | Post Granola                | Злакові продукти                     | [ 86 ]                |
| 2015–16 | Samsung Fire & Marine Insurance               | Anycar Direct               | Страховка на авто                    | [ 87 ] [ 88 ] [ 89 ]  |
| 2015–17 | Muhak Co.                                     | Good Day                    | Соджу                                | [ 90 ] [ 91 ] [ 92 ]  |
| 2015–18 | Claire's Korea                                | Guerisson                   | Косметика                            | [ 93 ] [ 94 ] [ 95 ]  |
| 2015–18 | Claire's Korea                                | Cloud 9                     | Косметика                            | [ 93 ] [ 94 ] [ 95 ]  |
| 2015–19 | LG Unicharm                                   | Sofy Bodyfit                | Гігієнічні прокладки                 |                       |
| 2016–17 | 나눔씨엔씨                                    | Think Nature                | Шампунь і гель для душу              | [ 96 ] [ 97 ]         |
| 2016–17 | Dongwon F&B                                   | Dongwon Mall                | Вебсайт для купівлі їжі онлайн       | [ 98 ] [ 99 ] [ 100 ] |
| 2016–21 | Coca-Cola Korea                               | Toreta by Aquarius          | Напої                                |                       |
| 2017    | Lotte Hi-Mart                                 | Н/Д                         |                                      | [ 101 ]               |
| 2017    | Корейська група асоціації вирощувачів паприки | Паприка                     | Овочі                                | [ 102 ]               |
| 2017–21 | Dong-A Pharmaceutical                         | Garglin                     | Ополіскувач ротової порожнини        | [ 103 ]               |
| 2018    | Dong-A Pharmaceutical                         | Panpyrin                    | Медицина                             | [ 104 ]               |
| 2018    | GN Food                                       | 굽네치킨                    | Курятина                             | [ 105 ]               |
| 2018    | HiHo Game                                     | 삼국지대전M                 | Мобільна гра                         | [ 106 ]               |
| 2021    | Aurora World                                  | Dr. Smile K                 | Маска для обличчя                    | [ 107 ]               |
| 2021    | Binggrae                                      | Cledor                      | Морозиво                             | [ 108 ]               |
| 2021    | Ami Cosmetic                                  | BRTC                        | Косметика                            | [ 109 ]               |

## Виноски
1. ↑  Пак По Йон з'явилася на шоу в ролі запрошеного DJ для ефірів 18–19 квітня та  5–6 і 18 червня 2018[42][43].
2. ↑  Пак По Йон з'явилася на шоу в ролі спеціального DJ в ефірі 25–26 вересня 2019[44][45].
3. ↑  30-хвилинне музичне відео на пісню «Couldn't Help It», що складаолося з двох частин, мало назву «Goodbye Sadness» та вийшло в червні 2007. В ньому знялися Чон Іль У, Пек Сон Хьон[en], Ан Кіль Ґан[en] та Кім Хьон Сон, а Пак По Йон зробила камео. Пізніше вийшли дві укорочені версії музичного відео[53].
4. ↑  Музичні відео з піснями «That's My Fault» та «It's Over» (Драматична версія) засновані на подіях акції протесту у Кванджу за демократичні цінності. У них знялися Пак По Йон, Чі Чхан Ук, Ха Сок Чжін та Сон На Ин[en][54][55][56].